# Холоньяк, Ник
Ник Холоньяк (англ. Nick Holonyak; 3 ноября 1928, Зейглер, Иллинойс — 20 сентября 2022, Эрбана, Иллинойс) — американский учёный и изобретатель, член Национальной и Национальной инженерной академий наук США. Создал первые полупроводниковый светодиод и лазерный диод видимого света.

## Биография
Его родители Ник и Анна Холоньяк (Голоняк), русины, эмигрировали из Закарпатья (ныне Украина; отец — в 1909 году, когда это была Австро-Венгерская империя, мать — из Хуста в 1921 году, когда это была Чехословакия) в Соединённые Штаты и обосновались на юге штата Иллинойс. Отец работал на угольной шахте. Ник первым из членов семьи получил школьное образование. Однажды ему пришлось работать 30 часов подряд на железной дороге, и он понял, что тяжёлый труд — это не то, что ему нравится, он предпочёл бы вместо этого пойти в школу. Как остроумно заметили в публикации издательства Knight Ridder, «дешёвые и надёжные полупроводниковые лазеры, без которых немыслимы DVD-проигрыватели, считыватели штрихкодов и множество других устройств, обязаны своим существованием в некоторой степени большим нагрузкам на железнодорожные бригады несколько десятилетий назад».
Холоньяк был первым аспирантом Джона Бардина в Иллинойсском университете в Урбане и Шампейне. Он получил степень бакалавра, магистра и доктора наук (1954) в этом же университете. Он создал первый полупроводниковый лазер видимого света в 1960 году. В 1963 году он снова начал сотрудничество с Бардиным, изобретателем транзистора, и занялся проблемами квантовых ям и лазеров на квантовых ямах.
С 2007 года он заведовал унаследованной от Бардина кафедрой электротехники, вычислительной техники и физики в Иллинойсском университете в Урбане и Шампейне и проводит исследования по лазерам на квантовых точках. Вместе с Милтоном Фэнгом они положили начало исследовательскому центру транзисторных лазеров при университете, который финансирует Агентство по перспективным оборонным научно-исследовательским разработкам США (DARPA).
10 из 60 его бывших аспирантов занимаются разработкой новых светодиодных технологий в компании осветительных приборов фирмы Филипс в Кремниевой долине.
В 1992 году подписал «Предупреждение человечеству».
В 1997 году Оптическое общество Америки в его честь учредила Премию Ника Холоньяка. Многие коллеги выражали уверенность в том, что Холоньяк заслуживает Нобелевскую премию за изобретение светодиода. По этому вопросу он говорил: «Смешно думать, что кто-то вам что-то должен. Мы должны быть счастливы дожить до того дня, когда это произойдёт». 9 ноября 2007 года Холоньяк был удостоен установки памятного знака в университетском городке Иллинойса, тем самым был признан его огромный вклад в развитие лазеров на квантовых ямах. Знак расположен в Инженерном дворике Бардина, на том месте, где стояла старая научно-исследовательская лаборатория электротехники.
Холоньяк прожил со своей супругой Екатериной 51 год. Скончался 18 сентября 2022 года.

## Изобретения
Ника Холоньяка называют «отцом» современных светодиодов за изобретение первого полупроводникового светодиода видимого света. Помимо изобретения светодиода, получил 41 патент на другие изобретения. К ним относятся красный полупроводниковый лазер, обычно называемый лазерным диодом (он используется в CD- и DVD-проигрывателях и сотовых телефонах[как?]), p-n-p-n ключ с замкнутым эмиттером (используется в диммерах и электроинструментах) и управляемые кремниевые выпрямители (тиристоры). Он непосредственно участвовал в создании первого диммера фирмы General Electric.
В 2006 году Американский институт физики по случаю своего 75-летия выбрал пять наиболее важных статей, опубликованных в своих журналах. Две из этих пяти статей, опубликованных в журнале Applied Physics Letters, были написаны в соавторстве с Холоньяком. Первая, написанная в соавторстве с С. Ф. Бевакуа в 1962 году, сообщала о создании первого светодиода видимого света. Вторая, написанная в соавторстве с Милтоном Фэнгом в 2005 году, известила о создании транзисторного лазера, работающего при комнатной температуре. В февральском номере Reader’s Digest в 1963 году Холоньяк предсказал, что светодиоды заменят традиционные лампы накаливания, поскольку превосходят их по качеству и эффективности.

## Награды
- Премия Морриса Либманна (1973)
- Медаль Эдисона (1989) за «выдающуюся научную карьеру в области электротехники и большой вклад в развитие полупроводниковых материалов и устройств»
- Национальная научная медаль США (1990)
- Действительный член Оптического общества Америки (1990)
- Премия Таунса (1992)
- Премия Национальной академии наук за промышленные применения науки[англ.] (1993)
- Премия Японии (1995) за «выдающийся вклад в научные исследования и практическое применение светодиодов и лазеров»
- Медаль Фредерика Айвса (2001)
- Национальная медаль США за технологию и инновацию (2002)
- Медаль Почёта IEEE (2003)
- Международная энергетическая премия «Глобальная энергия» (2003) за неоценимый вклад в развитие энергосберегающих технологий
- Премия Лемельсона (2004)
- Введён в Национальный зал славы изобретателей (2008)
- Премия Дрейпера (2015)
- Почётный член Оптического общества Америки (2015)
- Премия королевы Елизаветы II в области инженерного дела (2021)

## Основные публикации
Книги
- Gentry F.E., Gutzwiller F.W., Holonyak N., Von Zastrow E.E. Semiconductor Controlled Rectifiers: Principles and Applications of p-n-p-n Devices. — Englewood Cliffs, N.J., and London: Prentice-Hall International, 1964. — 120 p.
- Wolfe C.M., Holonyak N., Stillman G.E. Physical Properties of Semiconductors. — Englewood Cliffs, N.J.: Prentice Hall, 1989. — 368 p.

Статьи
- Moll J.L., Tanenbaum M., Goldey J.M., Holonyak N. P-N-P-N Transistor Switches // Proceedings of the IRE. — 1956. — Vol. 44, № 9. — P. 1174-1182. — doi:10.1109/JRPROC.1956.275172.
- Holonyak Jr. N., Bevacqua S.F. Coherent (visible) light emission from Ga(As1-xPx) junctions // Applied Physics Letters. — 1962. — Vol. 1, № 4. — P. 82-83. — doi:10.1063/1.1753706.
- Dupuis R., Dapkus P., Holonyak Jr. N., Rezek E.A., Chin R. Room‐temperature laser operation of quantum‐well Ga(1−x)AlxAs‐GaAs laser diodes grown by metalorganic chemical vapor deposition // Applied Physics Letters. — 1978. — Vol. 32, № 5. — P. 295-297. — doi:10.1063/1.90026.
- Holonyak N., Kolbas R., Dupuis R., Dapkus P. Quantum-well heterostructure lasers // IEEE Journal of Quantum Electronics. — 1980. — Vol. 16, № 2. — P. 170-186. — doi:10.1109/JQE.1980.1070447.
- Chin R., Holonyak N., Stillman G.E., Tang J.Y., Hess K. Impact ionisation in multilayered heterojunction structures // Electronics Letters. — 1980. — Vol. 16, № 12. — P. 467-469. — doi:10.1049/el:19800329.
- Laidig W.D., Holonyak Jr. N., Camras M.D., Hess K., Coleman J.J., Dapkus P.D., Bardeen J. Disorder of an AlAs-GaAs superlattice by impurity diffusion // Applied Physics Letters. — 1981. — Vol. 38, № 10. — P. 776-778. — doi:10.1063/1.92159.
- Deppe D.G., Holonyak Jr. N. Atom diffusion and impurity-induced layer disordering in quantum well III-V semiconductor heterostructures // Journal of Applied Physics. — 1988. — Vol. 64, № 12. — P. R93-R113. — doi:10.1063/1.341981.
- Dallesasse J.M., Holonyak Jr. N., Sugg A.R., Richard T.A., El-Zein N. Hydrolyzation oxidation of AlxGa1-xAs-AlAs-GaAs quantum well heterostructures and superlattices // Applied Physics Letters. — 1990. — Vol. 57, № 26. — P. 2844-2846. — doi:10.1063/1.103759.